# Liste der Naturdenkmale in Knittelsheim
Die Liste der Naturdenkmale in Knittelsheim nennt die im Gemeindegebiet von Knittelsheim ausgewiesenen Naturdenkmale (Stand 17. April 2013).

## Naturdenkmale
| Nr.         | Bezeichnung                  | Lage                         | Beschreibung                                                      | Bild                                    |
| ----------- | ---------------------------- | ---------------------------- | ----------------------------------------------------------------- | --------------------------------------- |
| ND-7334-184 | Baumgruppe am Römerplatz     | Römerplatz Lage              | Aesculus hippocastanum und Tilia sp., um 1920 gepflanzt           | Direkt Bild zu diesem Denkmal hochladen |
| ND-7334-209 | Rosskastanien im Kirchgarten | Kirchstraße, bei Nr. 16 Lage | Aesculus hippocastanum, zwei Bäume, um 1830 und um 1900 gepflanzt | Direkt Bild zu diesem Denkmal hochladen |